# Helong
Helong (和龙市S, Hélóng ShìP) è una città-contea della Cina, situata nella provincia di Jilin e amministrata dalla prefettura autonoma coreana di Yanbian.